# Stipe Plazibat
Stipe Plazibat (Spalato, 31 agosto 1989) è un ex calciatore croato, di ruolo attaccante.

## Palmarès

### Club

#### Competizioni nazionali
- Druga hrvatska nogometna liga: 1

Dugopolje: 2011-2012
- Singapore Premier League: 1

Lion City Sailors: 2021

### Individuale
- Capocannoniere della Premier League singaporiana: 1

2020 (14 gol)